# 角盘兰
角盘兰（学名：Herminium monorchis）为兰科角盘兰属下的一个种，广泛分布于欧洲和亚洲北部，是该属最常见的植物之一。可帶根入藥，其性甘、溫，有滋陰補腎、養胃、調經的功效。

## 扩展阅读
- 維基物種上的相關：角盘兰